# Pardosa rara
Pardosa rara là một loài nhện trong họ Lycosidae.
Loài này thuộc chi Pardosa. Pardosa rara được Eugen von Keyserling miêu tả năm 1891.